# Barbara Feldon
Barbara Anne Hall  (Bethel Park, 12 de marzo de 1933), más conocida como Barbara Feldon por el apellido de su primer esposo, es una actriz estadounidense cuyo papel más destacado fue el de la Agente 99 en la comedia de los años 60 Superagente 86.

## Biografía
Estudió en el Instituto Bethel de Pensilvania y en 1955 se graduó en drama por la Universidad Carnegie-Mellon. Al finalizar sus estudios se trasladó a Nueva York donde ejerció diversos trabajos como modelo y bailarina en obras de Broadway.

## Carrera
Bárbara Feldon estudió actuación en HB Studio. Después de trabajar como modelo, la oportunidad de Feldon llegó en forma de un comercial de televisión popular y muy parodiado para «Top Brass», una pomada para el cabello para hombres de Revlon. Descansando lánguidamente en una alfombra con estampado de animales, ronroneó a la cámara y se dirigió a los espectadores masculinos como «tigres».
Esto llevó a pequeños papeles en series de televisión. En la década de 1960, hizo apariciones en Twelve O'Clock High (temporada uno, episodio 24: «End of the Line»), Griff de Lorne Greene, Flipper (temporada uno, episodios 12 y 13: la serie de dos partes «The Lady and the Dolphin») y The Man from UNCLE (en «The Never-Never Affair» emitido en la primavera de 1965). [9] En 1964, apareció con Simon Oakland en el episodio «Try to Find a Spy» del drama de corta duración Mr. Broadway de CBS.[9]
Un papel importante de estrella invitada fue junto a George C. Scott en el drama televisivo East Side/West Side (temporada uno, episodio 19). Fue producido por Talent Associates, que también estaba desarrollando una comedia de televisión llamada Get Smart con dos destacados escritores, Mel Brooks y Buck Henry.[10]
Tras aparecer en varios spots publicitarios que la hicieron popular, en 1963 debutó como actriz en el programa The Dupont Show. A mediados de los 60 apareció en episodios de las series East Side/West Side, Flipper y El agente de CIPOL.

### Get Smart
En 1965 llegó su golpe de suerte con la sitcom Superagente 86. La serie, creada por Mel Brooks, era una divertida parodia de las historias de espías tan de moda en los 60 gracias a James Bond. Su protagonista era el Agente 86 Maxwell Smart (Don Adams), un agente secreto de la agencia CONTROL que pese a su ineptitud y torpeza, siempre tenía la suerte de vencer a los villanos de turno. El papel de Barbara Feldon era el de su compañera, la atractiva Agente 99, que con el tiempo se convertiría en su esposa (de ficción). La serie fue un gran éxito y se mantuvo en antena durante cinco temporadas, finalizando en 1970. Gracias a este papel Barbara se convirtió en una de las actrices más cotizadas de la pantalla chica y por su interpretación recibió dos nominaciones a los premios Emmy en 1968 y 1969, dentro de la categoría de Mejor actriz de comedia.

### Comedia en la década de los 70
En 1971 siguió vinculada a la comedia televisiva con la serie The Marty Feldman Comedy Machine y en 1974 presentó junto a Jackie Cooper el programa The Dean Martin Comedy World. Durante esta década también apareció como actriz invitada en las series Centro médico y McMillan y esposa. En 1975 actuó en la película Smile y un año más tarde intervino en el largometraje familiar No Deposit, No Return.
A finales de los 70 y durante los años 80 protagonizó telefilms como The Four of Us (1977), A Guide for the Married Woman (1978), Sooner or Later (1979), Children of Divorce (1980), The Unforgivable Secret (1982) o Secrets (1986). En 1987 fue la narradora del programa Square One TV.
Aunque en 1980 no intervino en la versión cinematográfica de Superagente 86 titulada El disparatado Superagente 86, en 1989 volvió a ser la Agente 99 en el telefilm Get Smart, Again!, donde se reencontró con su amigo Don Adams. En 1995 hubo un intento fallido por resucitar esta serie con Get Smart, Again!, una sitcom que fue un fracaso de audiencia y desapareció de la programación tras 7 episodios.
En la década de los 90 hizo colaboraciones especiales en Cheers y Loco por ti, y en 1992 fue narradora de la serie documental Dinosaurs.
En 1995 protagonizó el show Love for Better or Verse en el York Theatre de Nueva York y en 1997 se retiró de la interpretación tras aparecer en un episodio de la sitcom Chicago Sons. En fechas recientes ha vuelto a colaborar en varios spots publicitarios y en 2003 escribió el libro de autoayuda Living Alone and Loving It. Además ha realizado diversas lecturas de poesía y prosa por toda la geografía norteamericana. En 2006 rodó otra película, The Last Request.

### Vida personal
Le gusta dedicar su tiempo libre a la decoración de interiores y en lo personal ha estado casada en dos ocasiones, primero con Lucien Verdoux-Feldon (1958-1967) y luego con el productor Burt Nodella (1968-1979). Vive actualmente en New York.